# 33012 Eddieirizarry
33012 Eddieirizarry este o planetă minoră (asteroid), cu un diametru de 7,891 km, din centura de asteroizi. A fost descoperită pe 9 martie 1997 la Observatorul La Silla de Eric Walter Elst. 
Obiectul prezintă o orbită caracterizată de o semiaxă mare de 3,1984562 UAi, o excentricitate de 0,1, o înclinație de 1,58395 ° în raport cu ecliptica.